# Brett Hayman
Brett Ronald Hayman (* 3. Mai 1972 in Melbourne) ist ein ehemaliger australischer Steuermann im Rudern, der 1997 und 1998 drei Weltmeistertitel gewann und 2000 Olympiazweiter wurde.

## Sportliche Karriere
Der 1,65 m große Hayman steuerte den australischen Vierer mit Steuermann bei den Weltmeisterschaften 1993 und 1994 jeweils auf den fünften Platz. Nach einem elften Platz mit dem Achter bei den Weltmeisterschaften 1995 belegte er bei den Olympischen Spielen 1996 in Atlanta den sechsten Platz im Achter.
Bei den Weltmeisterschaften 1997 auf dem Lac d’Aiguebelette gewann er seinen ersten Weltmeistertitel mit dem Leichtgewichts-Achter. Im Jahr darauf siegte er bei den Weltmeisterschaften in Köln zusammen mit Nick Green und James Tomkins im Zweier mit Steuermann. Einen Tag später gewannen Green, Tomkins und Hayman zusammen mit Drew Ginn und Mike McKay im Vierer mit Steuermann. Auch bei den Weltmeisterschaften 1999 in St. Catharines trat Hayman mit zwei Booten an. Im Zweier belegten Zachary Kirkham, Stuart McRae und Brett Hayman den vierten Platz mit 0,18 Sekunden Rückstand auf die drittplatzierten Argentinier. Mit dem australischen Achter belegte Hayman den siebten Platz.
Zum Abschluss seiner Karriere steuerte Hayman den australischen Achter bei den Olympischen Spielen 2000 in Sydney. Nachdem die Australier ihren Vorlauf gewonnen hatten, belegten sie im Finale den zweiten Platz mit 0,8 Sekunden Rückstand auf die Briten. Der australische Achter gewann die Silbermedaille in der Besetzung Christian Ryan, Alastair Gordon, Nick Porzig, Robert Jahrling, Mike McKay, Stuart Welch, Daniel Burke, Jaime Fernandez und Brett Hayman.